# Lou Marson
Louis Glenn "Lou" Marson, född den 26 juni 1986 i Scottsdale i Arizona, är en amerikansk före detta professionell basebollspelare som spelade sex säsonger i Major League Baseball (MLB) 2008–2013. Marson var catcher. Han har efter spelarkarriären arbetat som tränare i Minor League Baseball.
Marson tog brons för USA vid olympiska sommarspelen 2008 i Peking.

## Spelarkarriär

### Major League Baseball

#### Philadelphia Phillies

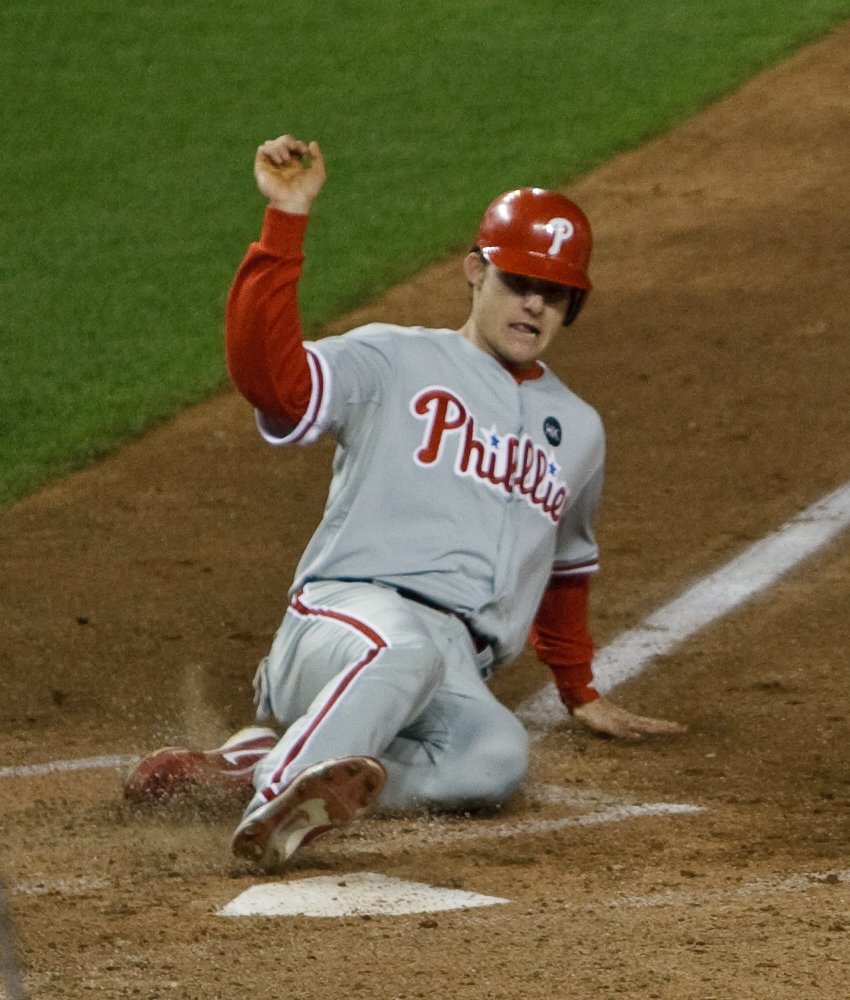
Marson i Philadelphia Phillies dräkt 2009.

Marson draftades av Philadelphia Phillies 2004 som 122:a spelare totalt och redan samma år gjorde han proffsdebut i Phillies farmarklubbssystem. Det dröjde dock till den 28 september 2008 innan han debuterade i MLB. Den matchen blev hans enda i MLB det året och nästa säsong blev det bara sju matcher för Phillies. I övrigt spelade han dessa säsonger i farmarligorna.

#### Cleveland Indians
I juli 2009 byttes Marson bort till Cleveland Indians tillsammans med tre andra spelare i utbyte mot två spelare, varav en var stjärnpitchern Cliff Lee. För Indians blev det 14 matcher under resten av den säsongen, men han spelade mest för Indians högsta farmarklubb.
2010–2012 hade Marson rollen som reserv för Indians ordinarie catcher. 2010 fick han spela 87 matcher och hade ett slaggenomsnitt på 0,195, tre homeruns och 22 RBI:s (inslagna poäng). Året efter blev det 79 matcher med ett slaggenomsnitt på 0,230, en homerun och 19 RBI:s. 2012 sjönk Marsons speltid ytterligare till 70 matcher och han hade 0,226 i slaggenomsnitt samt inga homeruns och 13 RBI:s.
Marson skadades i nacken i sin första match 2013 efter att en motståndare som försökte göra poäng sprang in i honom, men efter ett par veckor på skadelistan var han tillbaka i spel igen. Efter mindre än en vecka placerades han dock på skadelistan igen, nu med en inflammation i höger axel. Marson hade haft problem med axeln även föregående säsong. Sammanlagt spelade Marson bara tre matcher för Indians på hela året. Efter säsongen fick han inget erbjudande om nytt kontrakt av Indians, vilket innebar att han blev free agent.

#### Philadelphia Phillies igen
I december 2013 blev Marson inbjuden till Philadelphia Phillies försäsongsträning våren 2014. Han släpptes dock av Phillies mitt under försäsongsträningen.

#### Cincinnati Reds
I maj 2014 skrev Marson på ett minor league-kontrakt med Cincinnati Reds. Under hela säsongen spelade han dock bara sju matcher för Reds näst högsta farmarklubb. Året efter skrev han på för Reds igen, men den säsongen blev närmast identisk med bara sex matcher för samma farmarklubb som året före innan han släpptes i slutet av juni.

#### Los Angeles Angels
I februari 2016 skrev Marson på för Los Angeles Angels, men han spelade aldrig några matcher i klubbens organisation.

### Internationellt
Marson tog brons för USA vid olympiska sommarspelen 2008 i Peking. Han deltog i fem matcher och hade ett slaggenomsnitt på 0,308, inga homeruns och inga RBI:s.

## Tränarkarriär
Marson inledde 2017 en tränarkarriär med att vara hitting coach, en av flera assisterande tränare, i Los Angeles Angels högsta farmarklubb Salt Lake Bees. Året efter utsågs han till huvudtränare för Angels näst högsta farmarklubb Mobile BayBears.